# سبک کمپانی

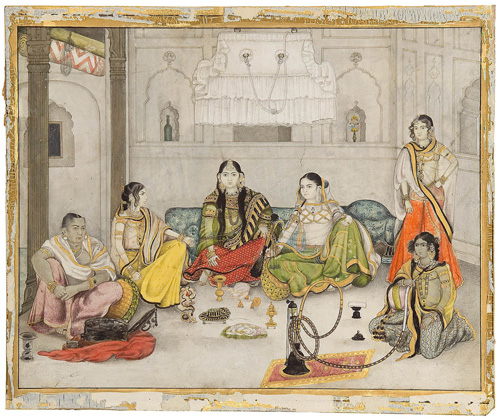
گروهی از زنان درباری، امپراتوری سیک، سبک کمپانی، ۱۸۰۰–۱۸۲۵ میلادی، ۲۶ × ۳۱٫۲ سانتی‌متر، آبرنگ و طلا روی کاغذ.

سبک کمپانی (هندی: पटना कलम, कम्पनी कलम, انگلیسی: Company style) اصطلاحی است که به سبک اروپایی-هندی نقّاشی که هنرمندان هندی که برای مشتریان اروپایی شاغل در کمپانی هند شرقی بریتانیا یا دیگر شرکت‌های اروپایی در سدهٔ ۱۸ و ۱۹ میلادی می‌کشیدند گفته می‌شود. در این سبک ویژگی‌های هنر راجپوت و نگارگری گورکانی با ویژگی‌های هنر غربی مثل استفاده از پرسپکتیو، حجم و عمق‌دهی آمیخته می‌شدند. این نقاشی‌ها عموماً در ابعاد کوچک شبیه به سنت نگارگری کشیده می‌شدند امّا نقاشی عناصر طبیعی در اندازهٔ واقعی آنها بود.